# Saint-Louis-Arzvillers båtlyft

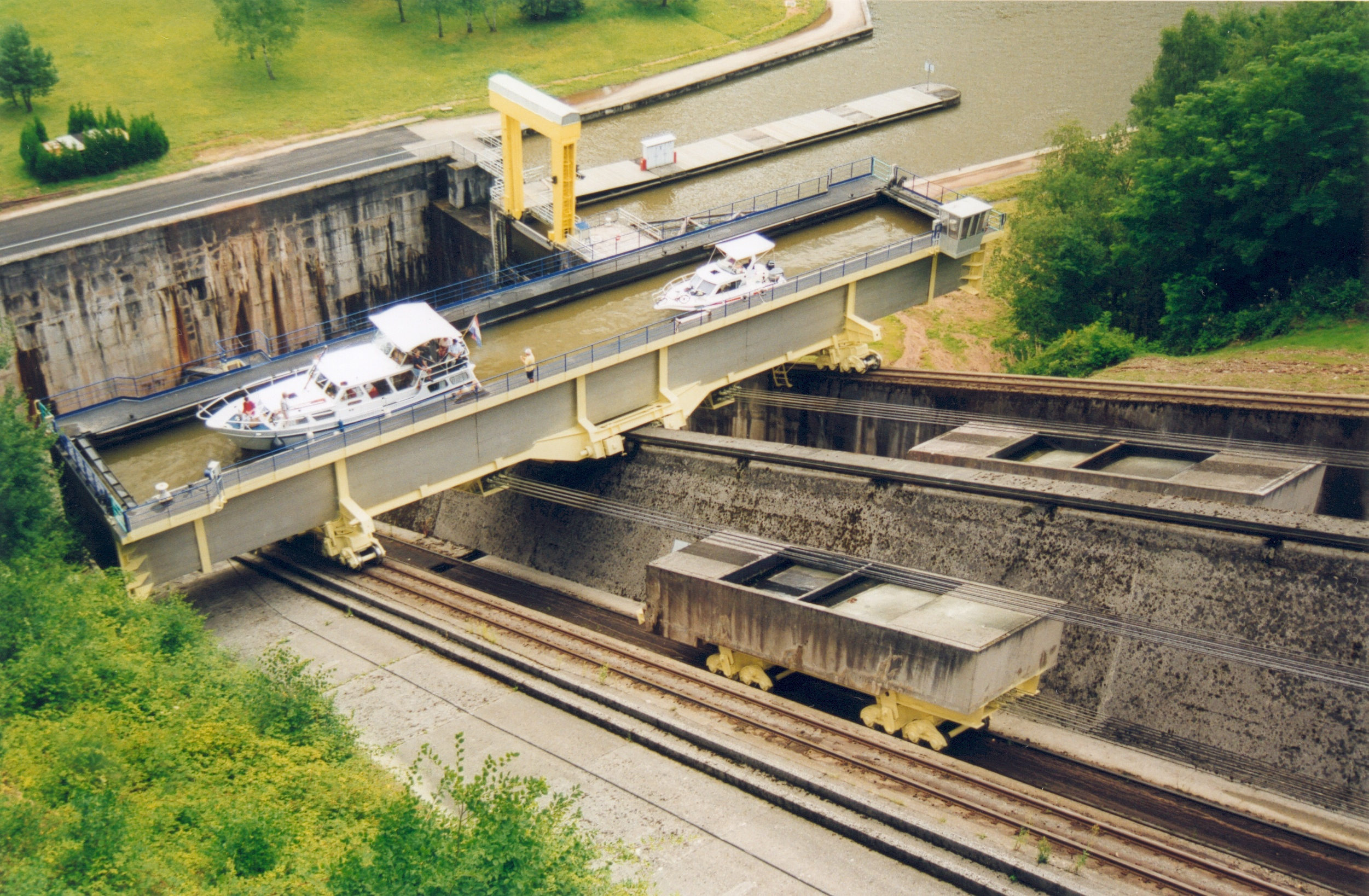
Vy från ovan

Saint-Louis-Arzvillers båtlyft är en båtlyft i Frankrike, i form av en hisskonstruktion på ett lutande plan. Lyften är en del av Marne-Rhenkanalen som förbinder floden Rhen med floden Marne. Båtlyften ligger i kommunen Saint-Louis, mellan städerna Saint-Louis och Arzviller i departementet Moselle. Kanalen går genom bergsmassivet Vogeserna, som ligger mellan de båda floderna. Anläggningen stod klar 1969 efter att konstruktionslösningen hade avgjorts i en internationell tävling.

## Historia
Marne-Rhenkanalen byggdes mellan 1838 och 1853. Huvudsyftet med kanalbygget var att korsa bergsmassivet Vogeserna och framför allt att passera uppför dess östra sida till dess lägsta punkt, bergspasset Col de Saverne. Den första lösningen var att bygga en slusstrappa med 17 slussar, för att klara en höjdskillnad på 44,45 meter över en sträcka på 4 kilometer. År 1969 ersattes slussarna med dagens lutande båtlyft.
På grund av den stora höjdskillnaden behövde den 314 kilometer långa kanalen ha sammanlagt 178 slussar och en resa mellan Vitry-le-François till Strasbourg tog mellan sex och nio dagar. Enbart slusstegen vid Arzviller tog en dag i anspråk.
Kanalen var i detta avsnitt dessutom smal, där två pråmar ofta inte kunde mötas. Det krävdes en slussvakt för varje sluss, ett arbete som dagligen tog cirka 12 timmar, veckans alla dagar. Slussvakterna bodde nära kanalen i hus ägda av staten. Deras arbete gick ut på att: låta båtar passera genom slussarna, säkerställa god funktion och säkerhet, sköta ventiler, slussportar, samt kanalens omgivningar under säsongen samt att arbeta med övrigt underhåll vintertid, då kanalen tömdes.
De sjutton slussarna krävde också en god vattenförsörjning då varje enskild slusscykel förbrukade cirka 600 kubikmeter (plus läckage). På sommaren var vattenbehovet större än vad omgivande vattenflöden och dammar kunde kompensera för.

## Det lutande planet
Flera förslag på lösning inkom efter en internationell tävling . Några förslag gick ut på en liknande lösning som Ronquières lutande plan i Belgien från 1967, men den typen av längsgående transport passade inte för denna plats. Ett tvärgående system var bättre lämpat både för topografin och för att minimera körtiden på avsnittet. Den enda liknande lösningen vid denna tid var Foxtons lutande plan i Grand Union Canal från 1900.
Den nya anläggningen invigdes 1969.

### Principen
Principen går ut på att lyfta eller sänka ett tråg med en båt på en vagn längs en sluttning med en balanserande motvikt.
Det vattenfyllda tråget väger lika mycket oavsett om det innehåller en båt eller ej om vätskenivån är konstant, i enlighet Arkimedes princip. Det gör det enkelt att skapa ett system med en konstant motvikt, lika tung som ett vattenfyllt tråg. Därför åtgår det ganska lite energi för att driva tråget upp eller ned och motorerna kontrollerar i första hand hastigheten.

### Dimensioner
Det lutande planet är byggt av armerad betong, med ingjutna stålskenor. Den horisontella rörelsen är 108,6 meter med en höjdskillnad av 44,5 meter (lutning 41% = vinkel på 22 °)
- Lyfttråget är 41,5 meter långt, 5,5 meter brett och 3,2 meter djupt och rymmer 730 kubikmeter. Tråget bärs upp av 32 flänshjul i stål och totalvikten är cirka 900 ton. Den färdas med en hastighet av 0,6 meter per sekund.
- Det finns 4 vattenportar, två på tråget och en på varje nivå.
- De två motvikterna går på en egen nedsänkt räls och väger 450 ton vardera. Varje motvikt är fäst i tråget med 14 stålkablar med 27 millimeter i diameter.
- I maskinrummet finns det två vinschar, drivna av en elmotor på 90 kW, som säkerställer driften.
- Ett reservkraftsaggregat gör att det lutande planet ändå kan fungera vid strömavbrott.

Från början var två lyfttråg planerade, men på grund av en minskning av vattentransporter blev bara en byggd.

## Kapacitet och trafik
Det lutande planet klarar 39 turer dagligen. Varje tur tar fyra minuter netto och inklusive lastning och lossning ligger genomloppstiden på tjugo minuter. Anläggningen bemannas av två personer och vattenåtgången är begränsad till 40 kubikmeter per tur med en elförbrukning på 40 megajoule (10 kWh).
Nedgången i frakttrafiken kompenseras delvis genom turisttrafik och tusentals fritidsbåtar fraktas varje år.
Trafikutvecklingen:
- Frakttrafik: 1969 = 5788 1979 = 2914, 1989 = 1015, 1999 = 272, 2004 = 284
- Fritidtrafik: 1975 = 145, 1979 = 521, 1989 = 5.330, 1999 = 7.486, 2004 = 6.624

Sedan sekelskiftet kan en viss ökning av frakttrafiken iakttagas, ihop med en minskning av fritidstrafiken och med stigande energipriser kanske trenden håller i sig.
Saint-Louis-Arzviller står till tjänst med guidade turer och tar emot cirka 150 000 turister årligen, vilket gör anläggningen till den mest besökta i regionen Lorraine.

## Galleri

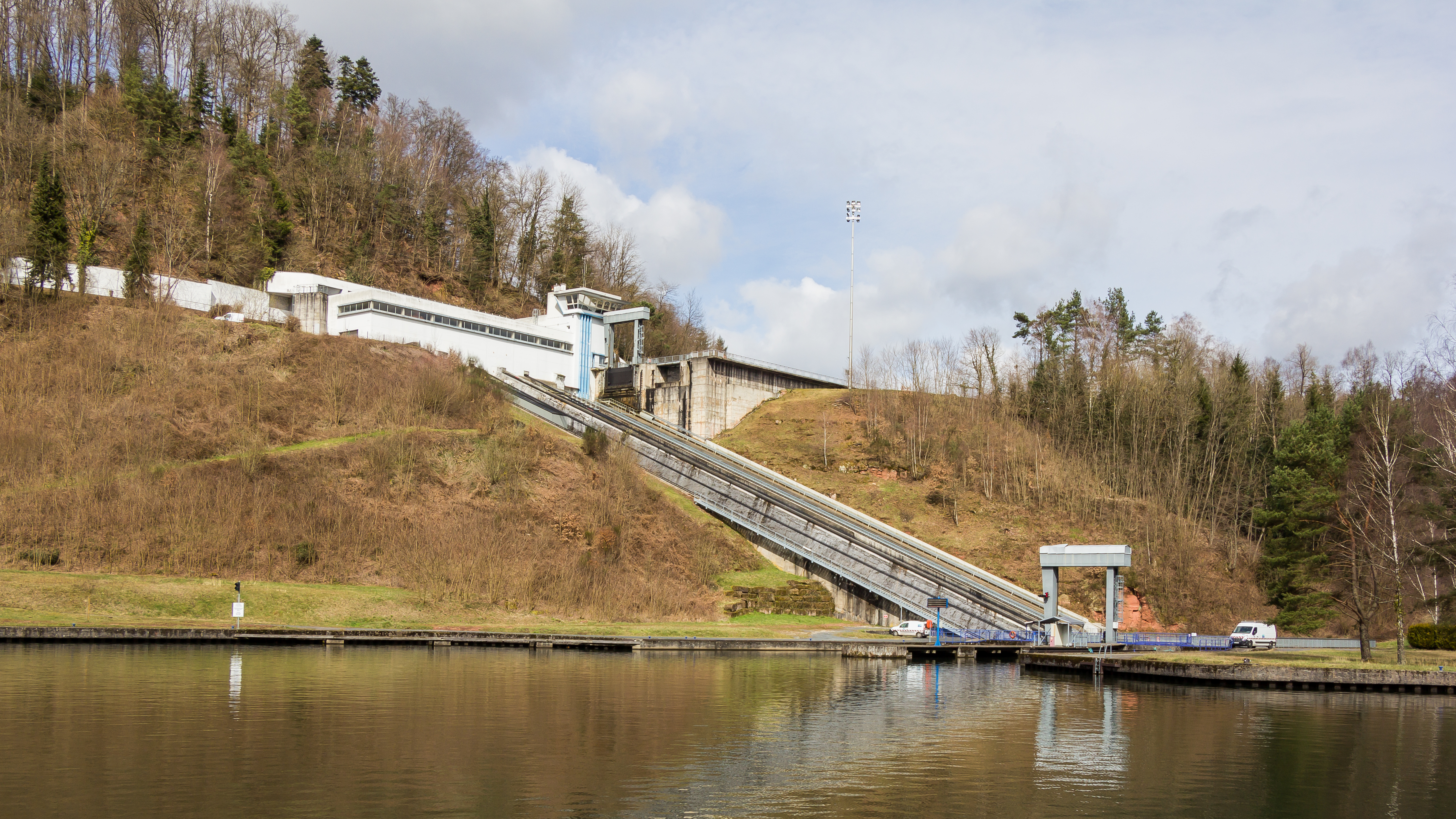
Kanalavsnitt
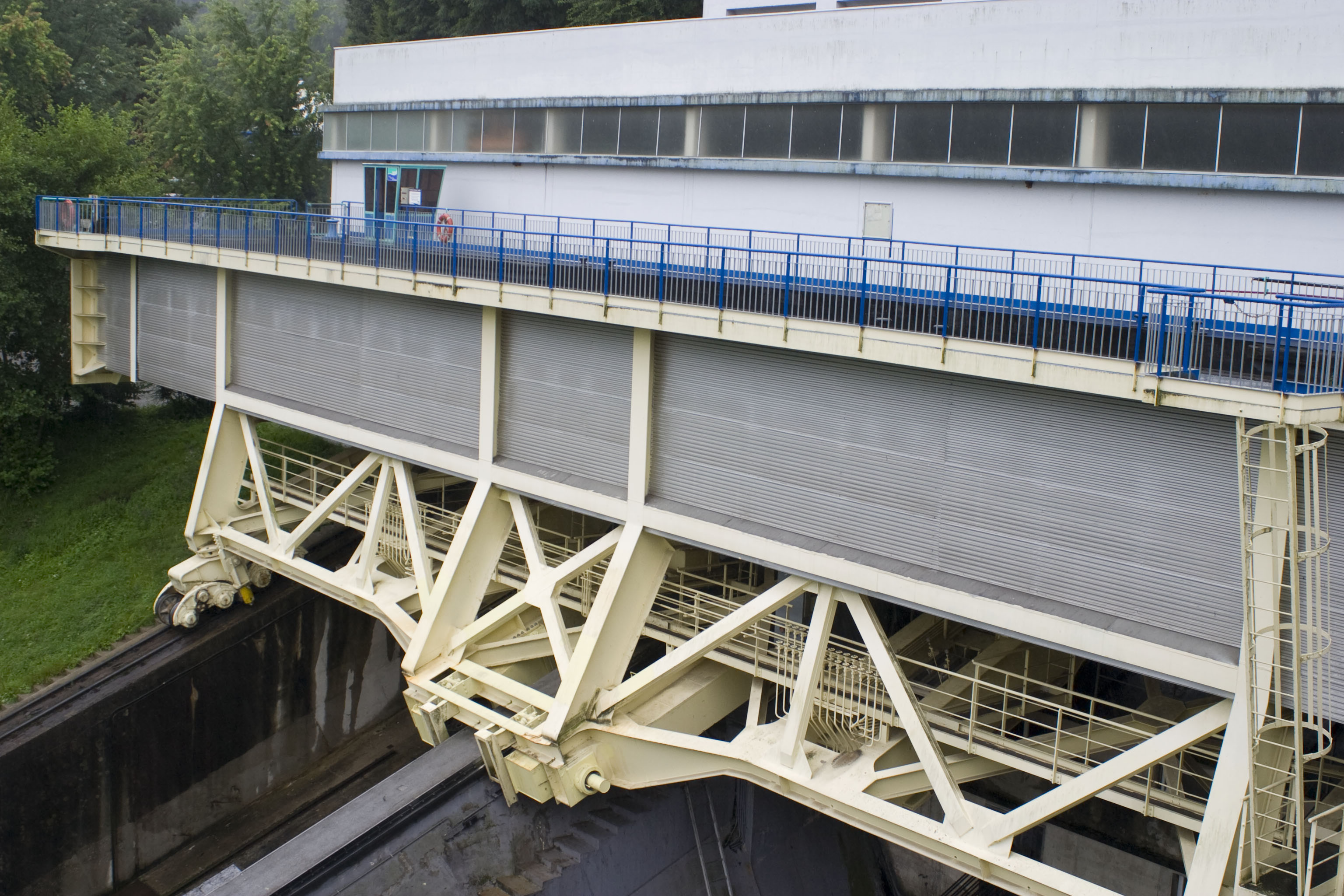
Lyfttråget
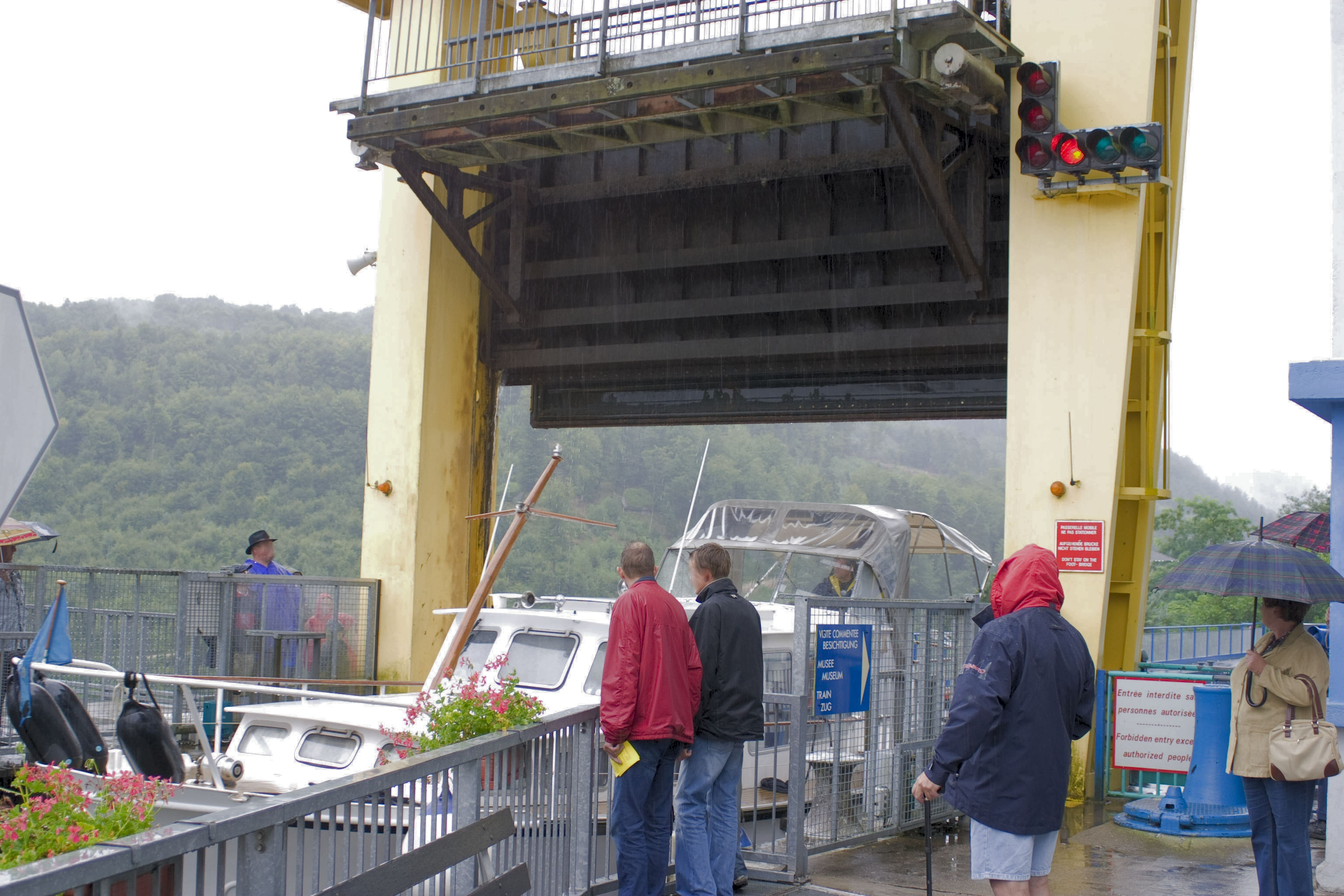
Vattenport
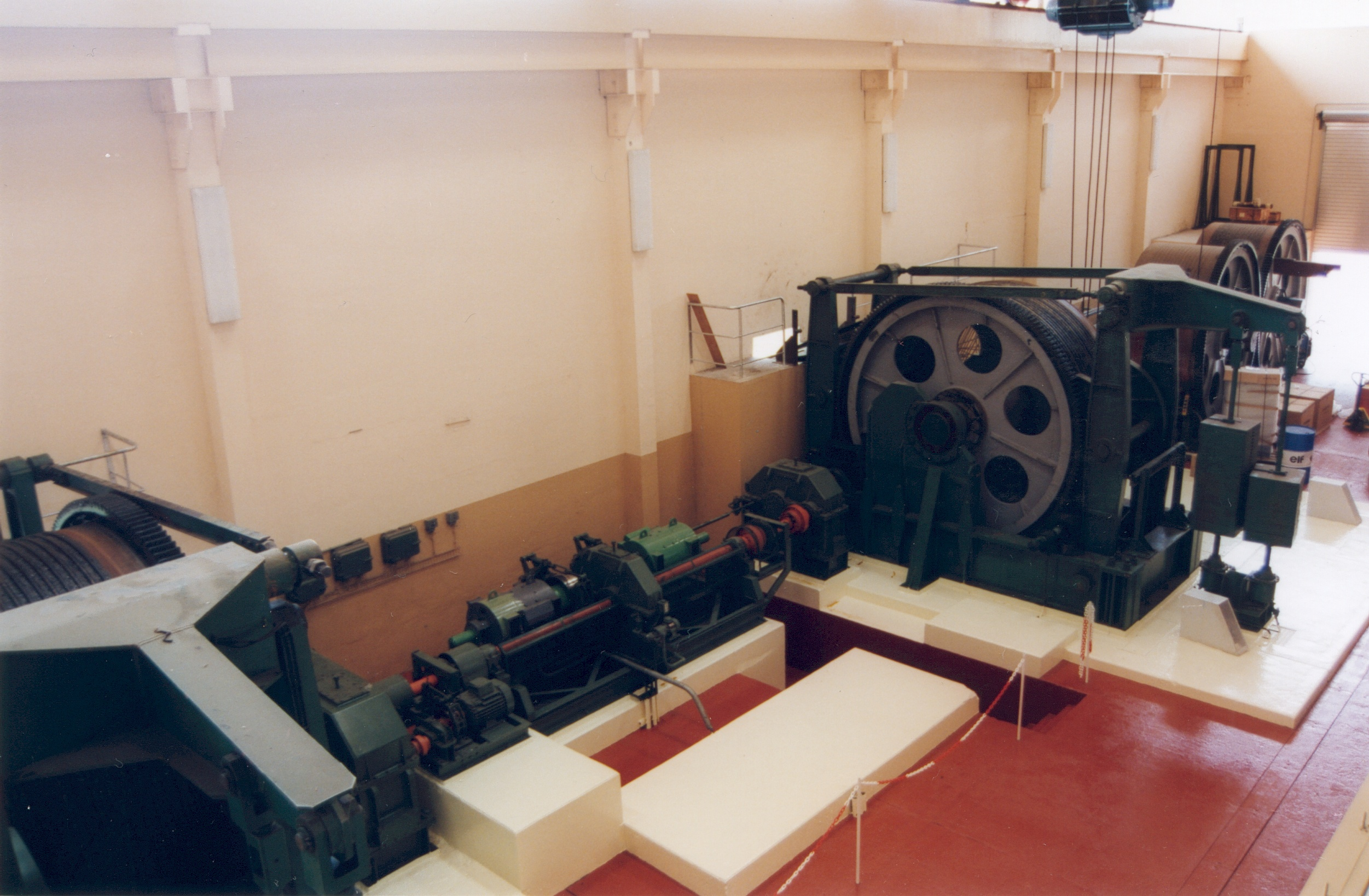
Maskinrummet